# Alphaherpesvirinae
Alphaherpesvirinae is een onderfamilie van de herpesvirussen. Deze groep virussen onderscheidt zich vooral van anderen door het snellere vermenigvuldigen dan andere onderfamilies van de Herpesvirussen.
De subfamilie Alfaherpesvirinae bevat o.a. de Simplexvirussen, die verantwoordelijk zijn voor koortsblaasjes. Het bevat ook de Varicellovirussen, waartoe het Varicella-zostervirus behoort, dat verantwoordelijk is voor de waterpokken. Daarnaast bevat de subfamilie nog het Mardivirus, het Iltovirus en het Bovine herpesvirus 5.